# Dipteryx oleifera
El choibá (Dipteryx oleifera) es un árbol de la familia Fabaceae, nativo del bosque húmedo tropical desde Nicaragua hasta el norte de Colombia, por debajo de los 1000 m s. n. m.

## Descripción
Alcanza entre 20 y 50 m de altura. Presenta raíces tablares de mediano tamaño en la base; tronco con corteza exterior lenticelada y de color castaño rojizo a amarillento, con diámetro entre 50 a 150 cm. Su copa amplia y redondeada. Hojas compuestas, alternas, con cuatro a ocho pares de foliolos, cada uno de 5 a 10 cm de largo por 2 a 5 cm de ancho, con pecíolo de 3 a 8 cm largo.
Inflorescencias en panículas terminales; flores rosadas a lilas. Frutos en vainas cortas, con endocarpio leñoso y mesocarpio formado por una red de tejido suave, verde amarillento, que se torna de color marrón, oloroso cuando joven. La vaina contiene una semillaa de color marrón oscuro y cuando se les quita la piel queda la almendra de color crema.

## Usos
Son utilizados sus frutos, semillas, tallos y hojas. La semilla es una importante fuente de lípidos. Representa una materia prima valiosa en la elaboración de alimentos como dulces y bebidas utilizando la almendra de su semilla, que también puede ser tostada y consumirse como fruto seco, o molida y mezclada, atribuyéndosele propiedades afrodisíacas. Del mesocarpio del fruto se extrae un aceite que se cristaliza al secarse y es utilizado para hacer jabones de tocador, tratamientos para el cabello. La medicina tradicional le atribuye al aceite propiedades para tratar problemas estomacales. Su madera pesada y dura se emplea en construcciones, en la elaboración de herramientas y como leña; en Panamá los indígenas Darién hacen antorchas con las semillas. Sus hojas son utilizadas como forraje en la ganadería.